# Рифмованная проза
Рифмованная проза — художественный текст, который лишён внутреннего ритма (чередование ударных и безударных слогов не упорядочено), однако содержит в себе рифмы. Если завершающиеся рифмами отрезки в целом совпадают с синтаксическими паузами (при парной рифмовке) — это раёшный стих, который «был очень чётко расчленён на строчки, подчёркнутые синтаксисом и размеченные рифмами» (Михаил Гаспаров). Рифмованная проза — это произвольное расположение отрезков и рифм, делающее форму текста своеобразной.
В древнегреческой прозе рифма начала использоваться со времён Горгия. Затем рифмованная проза появилась и в латинской литературе, особенно развившись во времена поздней античности. Её часто использовали в средневековых документах и хрониках, а также в мусульманских (арабских, персидских) проповедях и письмах.
Создателем рифмованной прозы в русской литературе считается Семён Кирсанов. Пример рифмованной прозы:

Проза становится в позу и говорит: — Я стихи! — Хи-хи, — ухмыляются рифмы. — Хи-хи! А мы совсем не стихи! — Проза откидывает прядь, заворачивается в плащ, морщит бровь для серьеза, а рифмы хихикают: — Ты не стихи, ты проза!
— Семён Кирсанов. Поэма поэтов